# Synopeas pauliani
Synopeas pauliani är en stekelart som först beskrevs av Jean Risbec 1957.  Synopeas pauliani ingår i släktet Synopeas och familjen gallmyggesteklar. Inga underarter finns listade i Catalogue of Life.